# مسؤول إمكانية الوصول الرئيسي
مسؤول إمكانية الوصول الرئيسي هو منصب تنفيذي رفيع المستوى داخل المؤسسة. يهدف هذا المنصب في المؤسسات إلى تحسين إمكانية الوصول للأشخاص ذوي الإعاقات الجسدية أو العقلية.
تشمل المسؤوليات الرئيسية لمدير الوصول المعتمد  ضمان توفير المؤسسة منتجات وخدمات وفرص عمل مُيسّرة للأشخاص ذوي الإعاقة. ويمكن للمؤسسة التي لديها مدير الوصول المعتمد أن تُوسّع جهودها في مجال إمكانية الوصول إلى ما هو أبعد من مجرد الامتثال، وأن تُؤكّد على أن إمكانية الوصول قيمة أساسية من قيم العمل. ومن بين المؤسسات التي اعتمدت مدير الوصول المعتمد شركتا آي بي إم (2014) ومايكروسوفت (2010)، بالإضافة إلى دائرة التوظيف العامة السويدية (2020).
وفقًا لـ جيه جيه هانلي من قائمة جيه جيه، فإن مدير الوصول المعتمد هو "شخص مطلع بشكل وثيق على منتجات الشركة أو عروض الخدمات وكيفية تجربة المستهلكين لهذه العروض". تم تقديم الاسم لأول مرة كمنصب في عام 2014.

## تطبيق
في عام 2010، كان روبرت سينكلير من شركة مايكروسوفت أول من استخدم هذا اللقب. وفي يوليو 2014، عينت شركة آي بي إم فرانسيس ويست لتكون أول مديرة تنفيذية للشئون الإدارية لديها. وقد طبقت شركات أخرى مناصب مديرة تنفيذية للشئون الإدارية.
في يونيو 2019، أنشأ قانون كندا الميسرة دور كبير مسؤولي إمكانية الوصول داخل حكومة كندا لتقديم المشورة لوزير إمكانية الوصول ومراقبة قضايا إمكانية الوصول النظامية والناشئة. تم تعيين ستيفاني كاديو في هذا الدور في عام 2022.

## المسؤوليات
قد تشمل مسؤوليات مدير الوصول المعتمد ما يلي:
- وضع سياسة إمكانية الوصول والأهداف الاستراتيجية.
- إدارة المسؤوليات القانونية المرتبطة بالتخفيف من المخاطر.
- دعم الإدماج داخل الإدارات الأخرى، وخاصة الموارد البشرية والمشتريات.
- العمل مع الموردين والعملاء لتحسين الممارسات.
- ربط وحدات الأعمال للقضاء على الصوامع والتفكير المجزأ.
- إشراك إدارة أصحاب المصلحة النشطين مع الحكومات ومجموعات المصالح الأخرى.

يمكن أن يستلزم هذا الدور تغييرًا ثقافيًا في المؤسسات، من خلال دمج العملاء ذوي الإعاقة في نماذج الأعمال. يمكن اعتبار إمكانية الوصول نهجًا مستدامًا، أو علامة تجارية، أو أخلاقيًا في الأعمال، مما يضمن خدمة المؤسسة لجميع العملاء والموظفين، بمن فيهم الأشخاص ذوو الإعاقة أو الأمية. يمكن أن يؤدي العمل مع مجموعة أوسع من المتطلبات إلى لعب دور في ابتكار الأعمال وتحويلها. يمكن أن يكون مسؤول الشؤون الإدارية مسؤولاً عن إدارة العلاقات مع أصحاب المصلحة الداخليين والخارجيين من ذوي الإعاقة.
تتضمن متطلبات الدور الإلمام بأفضل ممارسات إمكانية الوصول للبيئات المادية والرقمية.
قد يكون الإلمام بالعوائق التي يواجهها الأشخاص ذوو الإعاقة مفيدًا. ومن المهارات الأخرى إدارة التغيير، وحل المشكلات، والقدرة على إقناع الجهات التجارية والأقسام بتبني إمكانية الوصول في ثقافتها.

## عناوين بديلة
- مسؤول إمكانية الوصول للمعلومات الرئيسي.[15]
- رئيس قسم إمكانية الوصول والشمول الرقمي.[16]
- رئيس قسم إمكانية الوصول العالمي.[17][18]
- مسؤول إمكانية الوصول لتكنولوجيا المعلومات الرئيسي.[19]